# Rio Eider
O rio Eider (em alemão: Eider; em dinamarquês: Ejderen; em latim: Egdor ou Egdoreé), é o maior rio do estado federal alemão de Schleswig-Holstein, com um comprimento de 188 km.

O rio nasce a sul de Kiel, perto da costa do mar Báltico e corre para oeste acabando no mar do Norte. A parte média do Eider faz parte do canal de Kiel.

Hoje em dia, o rio faz a fronteira entre Schleswig e o Holstein, respectivamente a norte e a sul.